# Minijatura (iluminirani rukopis)
Reč minijatura, izvedena iz latinskog glagola miniare („obojiti minijumom“, crvenim olovom) označava malu ilustraciju koja je korištena za ukrašavanje antičkog ili srednjovekovnog iluminiranog rukopisa; jednostavnih ilustracija ranih kodeksa umanjene ili ocrtane tim pigmentom. Generalno mali obim takvih srednjovekovnih slika doveo je do etimološke zabune sa minutnošću i do primene termina na male slike, posebno portretnim minijaturama, koje su, međutim, izrasle iz iste tradicije i bar su u početku koristile slične tehnike.
Pored zapadne i vizantijske tradicije, postoji još jedna grupa azijskih tradicija, koja je uglavnom ilustrativnija po prirodi, a od svog porekla kao ukrasa rukopisnih knjiga takođe se razvila u male pojedinačne listove koji se čuvaju u albumima, koji se takođe nazivaju minijaturama, dok to nije slučaj sa zapadnim ekvivalentima u akvarelu i drugim medijima. Tu spadaju i persijske minijature, i njihovi mogulski, osmanski i drugi indijski izdanci.

## Hrišćanske tradicije

### Italija i Vizantija, 3.–6. vek
Najranije sačuvane minijature su niz crteža u boji ili minijatura u obliku izrezanih iz Ambrosove Ilijade, ilustrovanog rukopisa Ilijade iz 3. veka. Po stilu i tretmanu slični su slikovnoj umetnosti kasnijeg rimskog klasičnog perioda. Na ovim slikama postoji znatna raznolikost u kvalitetu crteža, ali ima mnogo zapaženih primeraka finog crtanja figura, prilično klasičnog osećanja, što pokazuje da je ranija umetnost još uvek imala svoj uticaj. Takve indikacije pejzaža su klasičnog tipa, i nisu konvencionalne u smislu srednjovekovnog konvencionalizma, ali i dalje pokušavaju da slede prirodu, čak i na nesavršen način; baš kao i na pompejskim i drugim freskama rimskog doba.
Sa umetničke tačke gledišta još veću vrednost imaju minijature vatikanskog rukopisa Vergilija, poznatog kao Vatikanski Vergilije, iz ranog 5. veka. Oni su u savršenijem stanju i širem obimu od ambrozijanskih fragmenata, pa stoga nude bolju priliku za ispitivanje metode i tehnike. Crtež je prilično klasičnog stila i prenosi se ideja da su minijature direktne kopije iz starije serije. Boje su neprozirne: zaista, u svim minijaturama ranih rukopisa upotreba telesne boje bila je univerzalna. Metoda koja se primenjivala pri postavljanju različitih scena na stranicu izuzetno je poučna o praksi koju su, kao što se može pretpostaviti, pratili umetnici ranih vekova. Čini se da je pozadina scene prvo naslikana u celosti, pokrivajući celu površinu stranice; zatim su preko ove pozadine naslikani veći likovi i predmeti; a preko ovih su zatim polagani manji detalji. (Slikarski algoritam.) Ponovo, zarad obezbeđenja perspektive, usvojen je raspored horizontalnih zona, pri čemu gornje sadrže figure u manje veličine od od donjih. 
Vizantijska škola je bila predodređena da se odlučnije otrgne od prirodnog predstavljanja stvari i da razvije umetničke konvencije. Ipak, u najboljim ranim primerima ove škole klasični osećaj i dalje ostaje, o čemu svedoče relikvije minijatura Kotonske geneze, i najbolje minijature bečkih Dioskurida; a u minijaturama kasnijih vizantijskih rukopisa, koji su prepisani iz ranijih primera, reprodukcija modela je verna. Ali, upoređujući minijature vizantijske škole generalno sa njihovim klasičnim prethodnicima, stiče se osećaj da se sa otvorenog vazduha prešlo u klauster. Pod ograničenjem crkvene dominacije vizantijska umetnost je postajala sve više stereotipna i konvencionalna. U porastu je bila tendencija upotrebe pohotnih senki u oslikavanju crnpurastih nijansi, izdužuja i omršavljivanja udova i ukočivanja hoda. Smeđe, plavo-sive i neutralne nijanse idu u prilog tome. Ovde se prvi put pronalazi tehnički tretman bojenja mesa, koji je nakon toga postao posebna praksa italijanskih minijaturista, naime polaganje stvarnih nijansi mesa preko maslinaste osnove, zelene ili druge tamne boje. Pejzaž, kakav je bio, ubrzo je postao sasvim konvencionalan, dajući primer za ono izvanredno odsustvo istinskog predstavljanja prirode, što je tako upečatljiv atribut minijatura srednjeg veka.

### Jermenske minijature
Jermensko minijaturno slikarstvo ističe se raznolikošću stilova i škola. Kada je 405. godine Mesrop Maštoc stvorio jermenska slova, pojavili su se jermenski rukopisi, a sa njima se razvilo i jermensko minijaturno slikarstvo. Većina od 25.000 jermenskih rukopisa iz različitih vekova ukrašena je minijaturama.
Uglavnom su se ukrašavale knjige sa religioznim sadržajem, ali su minijaturisti, ili „cvetničari“, kako su ih tada nazivali, umeli da izraze svoje emocije i osećanja i da kroz verske teme reflektuju prizore iz stvarnog života. Naročito u velikim slovima na početku teksta, u ornamentima postavljenim ispred naslova ili na slikama napravljenim na marginama, u lepo ukrašenim slovima unosili su različite slike i elemente flore i faune.
U jermenskim minijaturama mogu se naći scene lova, borbe životinja, pozorišnih predstava, drugih scena gradskog i seoskog života, portreta poznatih ličnosti tog vremena, naručilaca rukopisa. Takve minijature su od velikog značaja za proučavanje života i načina života srednjovekovne Jermenije, nošnje, manira, zanata, jermenske prirode. Neki slikari minijature ostavili su i svoje autoportrete.
U Jermeniji su u različito vreme radili mnogi centri minijaturnog slikarstva. Postoje poznati centri, kao što su Ani, Gladžor, Tatev, Nahčivan, Arcah, Vaspurakan, od kojih svaki, pored opštih osobina svojstvenih za nacionalnu umetnost, karakteriše jedinstven stil minijaturnog slikarstva i lokalne tradicije. Kasnije su centri minijaturnog slikarstva osnovani i u jermenskim kolonijama.
Jermenska minijaturna umetnost je cvetala u 13. veku, posebno u Kilikijskoj Jermeniji, gde su minijature bile luksuznije i elegantnije. Radovi tako talentovanih minijaturnih umetnika iz različitih vremena i centara kao što su Toros Roslin, Grigor, Ignatius, Sargis Pitsak, Toros Taroneci, Avag, Momik, Simeon Arčišeci, Vardan Artskeci, Kirakos, Hovhanes, Hakob Jugajeci i možda je više prebrodilo zub vremena do sada. Ipak, imena mnogih drugih minijaturnih umetnika nisu sačuvana.
Jermensko minijaturno slikarstvo je prošlo duge i teške istorijske puteve; ono je svedočanstvo jermenskog stvaralačkog žara bez premca, koji nisu uspele da ugase ni bezbrojne katastrofe koje su doneli strani osvajači, ni teški i mučni migracioni putevi. Svojom originalnošću, majstorstvom izvođenja, izvanrednim koloritom, bogatstvom i raznovrsnošću nakita, zauzima jedinstveno i časno mesto ne samo u riznici nacionalne, već i svetske umetnosti.
Najviše su ilustrovana jevanđelja, zatim Biblija i druge verske zbirke. Prve minijature koje su dospele do nas su uzorci 6-7 veka. Tipovi likova i slikarstvo u njima podsećaju na freske Lmbata i Aruha iz VII veka. Iz perioda kraljevstava Bagratuni i Arcruni sačuvano je „Jevanđelje kraljice Mlke“, „Karsko jevanđelje“, „Trabzonsko jevanđelje“. Ovi rukopisi sadrže glavne odlike daljeg razvoja jermenskog minijaturnog slikarstva: • stubaste tabernakule, • zlatne listiće sa velikim slovima, • Gospodnje slike, odnosno događaji iz Hristovog života, koji se pominju u crkvenim praznicima, • minijature priložene uz tekst. U njima se nalazi organski spoj vizantijske i svehrišćanske umetnosti, u prikazima lukova tabernakula „Jevanđelja kraljice Mlke“, egipatskim motivima, arhitektonskom dekoru evangeličkih slika, elementima helenističke umetnosti.
Veće minijature Jevanđelja Male Jermenije vezane za ranohrišćansku minijaturnu umetnost 1038. godine (Matenadaran po Mesropu Maštocu, Jerevan, rukopis N 6201), čuvajući stara stilska i slikovna pravila, sadrže novine koje su činile osnovu sve naredne jermenske ikonografije, npr. prikaz nagog Hrista na krstu. Grafički razvoj stila grupe rukopisa je očigledan u Vaspurakanskoj školi minijaturnog slikarstva. Grupa rukopisa s kraja 11. veka, predvođena Mognijevim jevanđeljem, formirala je školu Anija čiji stilski oblici imaju sličnosti sa predgotičkim minijaturama, koje pokazuju istočno poreklo ovih poslednjih. Minijature te grupe izdvajaju se u monumentalno-fresko stilu. U rukopisima 12. veka razvijene su tradicije minijaturne umetnosti 10.-11. veka, obdarene tragično-emotivnim akcentima, a veliki značaj pridavan je biljno-životinjskim motivima. U prvoj polovini 13. veka, pre mongolskih invazija, u Velikoj Jermeniji cveta minijaturno slikarstvo („Agpatsko jevanđelje“, „Jevanđelje prevodilaca“). Minijaturno slikarstvo dobilo je novi kvalitet bez presedana u Kilikijskoj Jermeniji. Izvrsni rukopisi su prikupljani i u manastirima i na carskom dvoru, a pored sveštenstva, rukopise su naručivali i članovi kraljevskog dvora i savetnici.
Obredno-crkveni značaj rukopisa se smanjivao, često su naručeni za ličnu upotrebu, da bi se zadovoljio istančan ukus odbornika i njihova verska osećanja. Obim knjiga se smanjivao, minijaturisti su se više okrenuli prikazu stvarnosti i susednih zemalja (Vizantija ev evropske zemlje). Pojavili su se poznati minijaturisti Grigor Mličeci, Toros Roslin, Sargis Picak i drugi koji su stvarali elegantne kraljevske rukopise („Večera kralja Hetuma II“, „Jevanđelje kraljice Kerane“). Relativno stabilna politička situacija u nekim regionima Velike Jermenije doprinela je razvoju minijaturnog slikarstva. Dok se predstavnici Gladzorske škole minijaturnog slikarstva ističu naglašenim ličnostima, umetnici Vaspurakana (Simeon Artčišeci, Zakarija Aktamarci, Rstakes, Kirakos Agbakeci i drugi) vratili su se ujednačenijim slikarskim tradicijama. Čuveni centar minijaturnog slikarstva bila je Tatevska škola minijaturnog slikarstva na čijem je čelu bio Grigor Tatevaci, nakon čega je nastavljena jermenska minijaturna umetnost u kolonijama na Krimu, Novoj Julfi, Carigradu i drugde. U 17-18 veku jermensko slikarstvo minijature knjige postepeno je ustupilo mesto štamparskoj umetnosti ilustracije knjiga.

### Severozapadna Evropa, 8.–12. vek
U matičnim školama iluminacije zapadne Evrope samo je dekoracija bila vodeći motiv. U rukopisima merovinškog perioda, u školi koja je povezivala Franačku i severnu Italiju, i koja je poznata kao lombardska ili franko-lombardsko, u španskim rukopisima, u produkcijama insularne umetnosti Britanskih ostrva, crtanje figura jedva da je bilo poznato, služeći pre kao odlika ukrasa nego kao prikaz ljudskog oblika.
Anglosaksonska škola, posebno razvijena u Kenterberiju i Vinčesteru, koja je svoj karakteristični crtež slobodnog stila verovatno izvodila iz klasičnih rimskih modela, na koje je vizantijski element jedva uticao. Najviši kvaliteti minijatura 10. i 11. veka ove škole leži u finom crtanju obrisa, koje je trajno uticalo na englesku minijaturu kasnijih vekova. Međutim južna anglosaksonska škola se prilično izdvaja od opšte linije razvoja zapadne srednjovekovne minijature.
Pod karolinškim monarsima razvila se škola slikanja izvedena iz klasičnih uzora, uglavnom vizantijskog tipa. U ovoj školi, koja je svoje poreklo dugovala potpori Karla Velikog, vidi se da se minijatura pojavljuje u dva oblika. Prvo, postoji istinski konvencionalna minijatura koja sledi vizantijski model, pri čemu su predmeti uglavnom portreti četvoro jevanđelista ili portreti samih careva: formalne figure; stranice su sjajno obojene i pozlaćene, uglavnom smeštene u arhitektonskom okruženju fiksnog tipa i bez pejzaža u pravom smislu te reči. Ova minijatura je popraćena rasipnim ukrasima na granicama i početnim crtama, i postavila je obrazac za kasnije kontinentalne škole Zapada. S druge strane, tu je i minijatura u kojoj se pokušava ilustrovati, kao, na primer, prikazivanje scena iz Biblije. Ovde postoji više slobode; i može se pratiti klasični stil koji kopira rimski, za razliku od vizantijskih, uzora.
Uticaj koji je Karolinška škola izvršila na minijature južnih anglosaksonskih umetnika pokazuje se u širokoj upotrebi boje tela i u složenijoj primeni zlata u dekoraciji. Takav jedan rukopis, kao što je Blagoslov Svetog Etelvolda, biskupa od Vinčestera, 963. do 984. godine, sa serijom minijatura nacrtanih u domaćem stilu, ali obojenih neprozirnim pigmentima, pokazuje uticaj strane umetnosti. Međutim stvarni crtež je u osnovi ostao nacionalni, obeležen sopstvenim tretmanom ljudske figure i rasporedom draperije sa lepršavim naborima. Stil je bio prefinjen, težeći preterivanju i nesrazmeri udova. Sa normanskim osvajanjem izumrla je ova izvanredna škola.

### Evropa, 13-15 vek
Ulaskom u 13. vek dolazi se do perioda kada se za minijaturu može reći da opravdava savremenu lažnu etimologiju koja je povezala naslov sa sitnošću. Širok, smeli stil 12. veka ustupa mesto preciznom i sitnom. Knjige su generalno zamenile svoju formu sa velikog folija na oktavo i manje veličine. Postojala je veća potražnja za knjigama; a velum je bio ograničen u količini i moralo je ići dalje. Rukopis se smanjio i izgubio zaokruženost 12. veka. Kontrakcije i skraćenice u tekstovima su se u velikoj meri povećale. Svuda je postojao napor da se uštedi prostor. I tako je bilo sa minijaturom. Figure su bile male, sa delikatnim potezima u crtama lica i sa urednim vitkim telima i udovima. Pozadine blistaju bojom i brušenim zlatom; a delikatne šare pelena naizmenično zlata i boja obiluju. Često, a posebno u engleskim rukopisima, crteži su samo nijansirani ili oprani providnim bojama. I u ovom veku minijatura nadire inicijal. Dok su u ranijim periodima bili modni smeli cvetni svici, sada je mala scena uvedena u prazna mesta slova.
Uporedimo rad tri škole, crtež engleske minijature, u svom najboljem izdanju, je možda najgraciozniji; francuski je najureniji i najtačniji; flamanski, uključujući i onaj iz zapadne Nemačke, je manje rafiniran i u tvrđim i jačim linijama. Što se tiče boja, engleski umetnik utiče na svetlije nijanse od onih iz drugih škola: pristrasnost postoji za svetlo zelenu svetlost, za sivo-plavu i za jezero. Francuski umetnik je voleo dublje nijanse, posebno ultramarin. Flamanci i Nemci su slikali, po pravilu, u manje čistoj boji i bili su skloni težini. Uočljiva karakteristika francuskih rukopisa je crveno ili bakarno zlato korišćeno u njihovim iluminacijama, u snažnom kontrastu sa bledijim metalom Engleske i niskih zemalja.
Izvanredno je kako umetnost minijature tokom 13. veka održava svoj visoki kvalitet u crtežu i u boji bez ikakvih upadljivih promena. Tokom čitavog veka Biblija i Psaltir su bili objekti interesa; i prirodno su iste teme i iste scene prolazile kroz period i ponavljali su ih umetnik za umetnikom; a sam karakter tih svetih knjiga imao je tendenciju da sputava inovacije. Ali pred kraj perioda sekularna dela kao što su romanse su postajala sve popularnija i pružala šire polje za pronalazke umetnika ilustratora. Stoga, otvaranjem 14. veka dolazi do opipljive promene stila. Prelazi se na tečnije linije; ne na smele zamašne poteze i obline iz 12. veka, već na graciozan, delikatan, popustljiv stil koji je proizveo prelepe lelujave figure tog perioda. Zapravo minijatura sada počinje da se oslobađa od uloge sastavnog člana dekorativne sheme osvetljenja i da se razvija u sliku, u zavisnosti od sopstvene umetničke zasluge za poziciju koju treba da ima u budućnosti. To pokazuje sve istaknutije mesto koje minijatura sada zauzima, i njenu sve veću nezavisnost od dekorativne ivice i inicijala.
Ali, istovremeno, dok minijatura 14. veka tako nastoji da se odvoji od ostalih osvetljenih detalja rukopisa, unutar sebe ona cveta u dekoraciji. Pored veće elastičnosti crteža figure, paralelno se razvija i dizajn pozadine. Pelene postaju složenije i sjajnije; lepota brušenog zlata je pojačana šarama koje se često obrađuju na njemu; gotičke nadstrešnice i druge arhitektonske karakteristike koje je postala praksa da se uvode prirodno su pratile razvoj arhitekture tog perioda. Jednom rečju, velika ekspanzija umetničkog osećanja u dekoraciji najboljeg tipa, koja je tako istaknuta u višem delu 14. veka, podjednako je upadljiva i u osvetljenoj minijaturi.
Početkom veka engleski crtež je veoma graciozan, figure se savijaju uz mahajući pokret koji bi, da nisu tako jednostavni, predstavljao afektaciju. I u konturnim primercima, ispranim providnom bojom, i u potpunosti slikanim primerima, najbolji engleski rad ovog vremena je neprevaziđen. Francuska umetnost i dalje održava svoju urednu preciznost, boje su življe od onih u Engleskoj i lica delikatno naznačena bez mnogo modelovanja. Produkcije niskih zemalja, koje se i dalje drže težeg stila crtanja, izgledaju grubo pored dela drugih škola. Nemačka minijaturna umetnost ovog perioda ne zauzima visok položaj, ona je uglavnom mehanička i rustičnog karaktera. Kako vreme odmiče, francuska minijatura gotovo monopolizuje polje, ističući se u blistavosti boja, ali gubi mnogo svoje čistoće crteža iako je opšti standard i dalje visok. Engleska škola se postepeno retrogradira i, bez sumnje, zbog političkih razloga i ratova sa Francuskom, izgleda da nije proizvela nijedno delo od velike vrednosti. Tek krajem 14. veka dolazi do preporoda.
Ovo oživljavanje se pripisuje povezanosti sa praškom školom u procvatu, školom koja u šemi kolorita sugeriše uticaj južnjaka koji sledi nakon braka Ričarda II sa Anom Bohemijskom 1382. godine. Ističe se novi stil engleskog minijaturnog slikarstva bogatstvom boja i pažljivim modelovanjem lica, što je povoljno uporedivo sa blažim tretmanom tadašnjih francuskih umetnika. Slična pažnja na karakteristike takođe obeležava severnu flamansku ili holandsku školu u ovom periodu i početkom 15. veka; i stoga se može smatrati atributom germanske umetnosti koja se razlikuje od francuskog stila.
Obećanje o novom razvoju engleskog minijaturnog slikarstva, međutim, nije bilo ispunjeno. U prvoj četvrtini 15. veka nastali su primeri velikih vrednosti, ali došlo je zastoja u crtanju usled sputavanja srednjovekovnim konvencijama. Zavičajna umetnost se praktično okončana sredinom veka, baš kada je veće uvažavanje prirode razbijalo staro konvencionalno predstavljanje pejzaža u evropskoj umetnosti, i pretvaralo minijaturu u modernu sliku. Koja god minijaturna slika bila nastala u Engleskoj nakon tog vremena, bila delo stranih umetnika ili umetnika koji imitiraju strani stil. Stanje zemlje tokom Ratova ruža u dovoljnoj meri objašnjava napuštanje umetnosti. Tako se istorija minijature u 15. veku mora tražiti u rukopisima kontinentalnih škola.
Prvo se mora razmotriti severna Francuska i niske zemlje. Kako izlazi iz 14. i ulazi u 15. vek, minijatura obe škole počinje da pokazuje veću slobodu u kompoziciji; i postoji dalja tendencija da se više teži opštem efektu bojenjem nego urednosti u crtežu. To je podstaklo šire polje otvoreno minijaturisti. Knjige svih vrsta su bile ilustrovane, a svete knjige, Biblije i Psaltiri i liturgijske knjige, više nisu bile glavni, ako ne i jedini, rukopisi koji su bili iluminirani. Ipak, postojala je jedna klasa rukopisa koja je dosegla do najvećeg značaja i koja je istovremeno bila i liturgijska. Ovo je bila Horae, ili Knjiga časova, knjige posvećenja za individualnu upotrebu, koje su bile umnožavene u ogromnim brojevima i sadržavale su neka od najboljih dela minijaturista. Dekoracija ovih malih tomova u velikoj meri je pobegla od konvencionalnih ograničenja koja je njihov verski karakter mogao nametnuti. Štaviše, potražnja za iluminiranim rukopisima je do tog vremena uspostavila redovnu trgovinu; i njihova proizvodnja nije bila ograničena, kao ranije, na samostane. Značajni sekularni umetnici iluminiranih rukopisa uključuju Master Honora iz pariske škole.
Početkom veka stari konvencionalni tretman pejzaža je još uvek bio na svome; pozlaćena podloga nije izašla iz upotrebe. Zaista, na nekim od najboljih francuskih primeraka tog vremena šare su sjajnije nego ikad. Ali prirodni pejzaž u drugoj četvrtini veka odlučnije se potvrđuje, iako sa manama u perspektivi. Tek kada je druga generacija nastala, došlo je do istinskog uvažavanja horizonta i atmosferskog efekta.
Minijature francuske i flamanske škole jedno vreme teku prilično paralelno, ali posle sredine veka nacionalne karakteristike postaju izraženije i divergentnije. Francuska minijatura je počela da propada, iako su neki veoma lepi primeri napravljeni od strane talentovanijih umetnika škole. Likovni crtež je bio nemarniji, a slika je težila tvrdoći bez dubine, koju je umetnik nastojao da ublaži viškom pozlaćenog senčenja.
Flamanska škola je u drugoj polovini 15. veka dostigla svoj najviši stupanj izvrsnosti. Flamanska minijatura je uticala na ekstremnu mekoću i dubinu boje; takođe sve veća pažnja u tretmanu detalja, draperija, izraza crta: flamanski tip Bogorodičinog lica, na primer, sa punim, visokim čelom, nikada ne može ostati neprepoznat. U najboljim flamanskim minijaturama tog perioda umetnik uspeva da prikaže divnu mekoću i sjaj boja; visoki standard nije prestao sa 15. vekom, jer mnogi odlični primerci još uvek potvrđuju naklonost u kojoj se održao nekoliko decenija duže.
U prethodnim napomenama ono što je rečeno u vezi sa pažljivim tretmanom detalja još više se odnosi na minijature izvedene u sivilu, kod kojih je odsustvo boje izazivalo još jače naglašavanje tog tretmana. Ovo je možda najviše uočljivo u sivim minijaturama severne Flandrije, koje često sugerišu, posebno u jakim ugaonim linijama draperija, vezu sa umetnošću gravera na drvetu.

## Pala indijske minijature, 8. - 12. vek
Pod pokroviteljstvom Pala dinastije minijaturno slikarstvo je uvedeno u Indiji slikanjem na budističkim rukopisima na palminom lišću. Jedan od najranijih sačuvanih primera budističkih ilustrovanih rukopisa palminog lišća je Astasahasrika Prajnaparamita iz 985. godine, sačuvan u biblioteci Univerziteta u Kembridžu. Umetnost palskih iluminiranih rukopisa razvijala se u budističkim centrima Bihar i Bengal. Palske minijaturne slike nisu samo inspirisale nepalske i tibetanske minijaturne slike, već su inspirisale hinduizam i džainizam da razviju sopstvene minijaturne slikarske tradicije u kasnijem periodu.

## Галерија слика
- Bengalska folio slika, rani 12. vek.
- Miroslavljevo jevanđelje, srednjovekovni rukopis koji se čuva u Narodnom muzeju Srbije
- Iluminacije
- Papirus Romance, fragment svitka iz 2. veka., ima najstarije očuvane iluminacije. Nacionalna biblioteka, Pariz.

## Literatura
- Otto Pächt, (1986). Book Illumination in the Middle Ages. ISBN 0-19-921060-8. (trans fr German), 1986, Harvey Miller Publishers, London,
- Walther, Ingo F. and Wolf, Norbert, (2005). Masterpieces of Illumination. ISBN 3-8228-4750-X. (Codices Illustres); pp 350–3; 2005, Taschen, Köln;
- Jonathan Alexander; (1992). Medieval Illuminators and their Methods of Work. ISBN 0-300-05689-3.; p. 9, Yale UP, 1992,
- Calkins, Robert G. (1983). Illuminated Books of the Middle Ages. Ithaca, New York: Cornell University Press..
- Papadaki-Oekland Stella,Byzantine Illuminated Manuscripts of the Book of Job,  2-503-53232-2.
- Kren, T. &  McKendrick, Scot, (ур.). Illuminating the Renaissance – The Triumph of Flemish Manuscript Painting in Europe. Getty Museum. ISBN 1-903973-28-7./Royal Academy of Arts, 2003,
- McKendrick, Scot; Lowden, John; Doyle, Kathleen,,, ур. (2011). Royal Manuscripts, The Genius of Illumination. British Library. ISBN 9780712358156.,
- T. Voronova and A Sterligov, Western European Illuminated Manuscripts (in the St Petersberg Public Library), 2003, Sirocco, London
- Weitzmann, Kurt. Late Antique and Early Christian Book Illumination. Chatto & Windus, London (New York: George Braziller) 1977.
- Nordenfalk, Carl. Celtic and Anglo-Saxon Painting: Book illumination in the British Isles 600–800. Chatto & Windus, London  (New York: George Braziller), 1977.
- Brown, Michelle P., (2007). Manuscripts from the Anglo-Saxon Age. British Library. ISBN 9780712306805.,
- Williams, John, Early Spanish Manuscript Illumination Chatto & Windus, London (New York, George Braziller), 1977.
- Cahn, Walter,. Romanesque Bible Illumination. New York: Ithaca. ISBN 0801414466.: Cornell University Press, 1982,
- Canby, Sheila R., (1993). Persian Painting. British Museum Press. ISBN 9780714114590.,
- Titley, Norah M., (1983). Persian Miniature Painting, and its Influence on the Art of Turkey and India. University of Texas Press. ISBN 0292764847.,
- Welch, Stuart Cary. (1976). Royal Persian Manuscripts. Thames & Hudson. ISBN 0500270740.,
- Sandra Hindman, Michael Camille, Nina Rowe & Rowan Watson, Manuscript Illumination in the Modern Age : Recovery and Reconstruction, Evanston : Northwestern University, 2001.
- Thomas Coomans & Jan De Maeyer (ed.), The Revival of Mediaeval Illuminating in the Nineteenth Century (KADOC Artes, 9), University Press Leuven, 2007, 336 p.
- Alfred Rahlfs. Verzeichnis der griechischen Handschriften des Alten Testaments, für das Septuaginta-Unternehmen., Göttingen 1914, p. 107-108.
- Constantin von Tischendorf. Monumenta sacra inedita. (Leipzig 1857), XIII, XXII-XXXVI.
- Weitzmann, Kurt, ed.,. Age of spirituality: late antique and early Christian art, third to seventh century. ISBN 9780870991790., no. 408-409, 1979, Metropolitan Museum of Art, New York,
- Weitzmann, Kurt. (1977). Late Antique and Early Christian Book Illumination. New York: George Braziller..
- Weitzmann, Kurt and Herbert L. Kessler. (1986). The Cotton Genesis: British Library, Codex Cotton Otho B VI. Princeton: Princeton University Press..

## Spoljašnje veze
- Digital Scriptorium
- British Library, Catalogue of Illuminated Manuscripts Архивирано на веб-сајту  (24. новембар 2011)
- Initiale - Catalogue de manuscrits enluminés
- Brief Inventory of Illuminated Manuscripts in Herzogenburg/Austria
- Kurzinventar der illuminierten Handschriften in Stift Stams/Austria
- The Illuminated Middle Ages Архивирано на веб-сајту  (27. април 2021). Several hundred digitized illuminated texts from French national library collections. (commercial)
- Unlocking the Secrets of Medieval Painters and Illuminators
- Central Asian miniature painting Архивирано на веб-сајту  (8. јун 2010)
- Armenian miniatures (photos)
- Stvaranje rukopisa, Muzej Geti (Jutjub; engleski)